# Dafni e Cloe (Gérôme)
Dafni e Cloe (Daphnis et Chloé), all'inizio intitolato Idillio (L'Idylle), è un dipinto a olio su tela del pittore francese Jean-Léon Gérôme. Dipinto nel 1852, ritrae due figure nude, che Théophile Gautier associò a Dafni e Cloe. L'opera è conservata al Museo Massey di Tarbes, in Francia. Questa è la seconda grande composizione neogreca di Gérôme, realizzata cinque anni dopo il Combattimento fra galli del 1846.

## Storia
Il quadro venne esposto al Salone del 1853, ma non venne ben accolto dal pubblico, tanto che ci vollero diciassette anni affinché venisse venduto ad Achille Fould per quasi 5000 franchi. Costui lo donerà presto al museo di Tarbes. Il quadro venne anche esposto all'esposizione universale del 1900.
Il quadro è abbastanza richiesto per delle mostre temporanee in giro per il mondo: negli Stati Uniti tra il 1972 e il 1973, poi al museo di belle arti di Brest, un altro viaggio in Giappone tra il 1974 e il 1975, poi una presentazione al museo d'Orsay nel 2011 prima del suo ritorno per l'inaugurazione del museo Massey e nel 2015 a Venezia.

## Descrizione
Il quadro ritrae dei temi cari all'artista: i nudi, gli animali e i dipinti di storia. Gérôme presenta allo spettatore due adolescenti nudi che si appoggiano alla vasca di una fontana, mentre una cerva vista di schiena si gira verso la donzella. Una nicchia al di sopra della fontana ospita un bassorilievo dì un Amore alato che è seduto a gambe incrociate. Molta vegetazione adorna i contorni della fontana: orecchie d'elefante, viti, edera e nasturzi. La fontana e la vegetazione verranno riprese da Gérôme nel 1876 per il Retour de la chasse. Circassien à l’abreuvoir.
La tela misura 212 centimetri di altezza per 156 centimetri di larghezza. La firma dell'autore si trova sul muro a destra, al livello del bordo della fontana, scritta in lettere rosse su due linee: J.L. GEROME e 1852.